# Sutterella stercoricanis
Sutterella stercoricanis es una especie de bacteria gramnegativa del género Sutterella. Fue descrita en el año 2004. Su etimología hace referencia a heces de perro. Es anaerobia estricta e inmóvil. Tiene un tamaño de 0,8 μm de ancho por 1,5-2 μm de largo. Catalasa y oxidasa negativas. Se ha aislado de heces de perro.